# نيزة رود (بشت أربابا)
نيزة رود (بالفارسية: نیزه رود) هي قرية تقع في إيران في قسم بشت أربابا الريفي. يقدر عدد سكانها بـ 229 نسمة بحسب إحصاء 2016.